# خورخي ميدينا
خورخي ميدينا (بالإسبانية: Jorge Medina Estévez)‏ هو كاهن كاثوليكي تشيلي، ولد في 23 ديسمبر 1926 في سانتياغو في تشيلي.